# 大野村 (福島県石城郡)
大野村（おおのむら）は福島県南東部、石城郡に属していた村。現在のいわき市北東部（四倉地区）、仁井田川中・上流域にあたる。

## 地理
- 山：高倉山、三森山、猫鳴山
- 河川：仁井田川

## 歴史
- 1889年（明治22年）4月1日 - 町村制の施行により、戸田村、白岩村、玉山村、中島村、上柳生村、下柳生村、山田小湊村、薬王寺村、駒込村、八茎村、山小屋村が合併して磐城郡大野村が発足。
- 1896年（明治29年）4月1日 - 所属郡が石城郡に変更。
- 1955年（昭和30年）3月10日 - 四倉町・大浦村と合併し、改めて四倉町が発足。同日大野村廃止。
- 1966年（昭和41年）10月1日 - 四倉町が平市・磐城市・常磐市・内郷市・勿来市、石城郡小川町・遠野町・川前村・田人村・好間村・三和村、双葉郡久之浜町・大久村と合併していわき市が発足。

## 交通

### 道路
現在は常磐自動車道のいわき四倉インターチェンジが旧村域に所在するが、当時は未開通。

## 名所・旧跡・観光スポット・祭事・催事
- 玉山鉱泉
- 白岩鉱泉